# 捻角山羊
捻角山羊（Capra falconeri），又名螺角山羊，是分散在喜瑪拉雅山西部林地的一種山羊，亦是代表巴基斯坦的動物。

## 特徵
捻角山羊肩高65-115厘米，重40-110公斤。雌羊黃褐色，腹部白色，腳上有黑白斑紋。公羊呈淺黃褐色，腹部顏色及腳上斑紋與雌羊相同，面部黑色，頸部及胸部有白色長毛，可長至膝蓋。公羊及雌羊都有螺絲狀的角，公羊的角可以長達160厘米，雌羊的則長25厘米。

## 分佈
捻角山羊分佈在巴基斯坦的北部地區（尤其是奇特哈爾、狄阿莫及亞斯多、巴爾蒂斯坦及近奎達的國家公園，海拔500-3500米的地方。

## 行為
捻角山羊的波斯語名稱意為「吃蛇者」，但牠們其實是草食性的，主要吃草、葉子及其他植物，根本不會吃蛇。牠們是暮晨活動的。雌羊會組成群族聚居，成員多達9頭；雄羊一般是獨居的。
在繁殖季節，公羊會以打鬥來吸引雌羊的注意。公羊們會將角鎖緊，不斷扭轉，直至將對方推倒在地上。捻角山羊的叫聲像家山羊。
世界自然保護聯盟將捻角山羊定為瀕危物種，在野外的數量估計不足2500頭。

## 保護
山羊天敵很多，除了身上的肉之外，有些盜獵者則是看上獨特的羊角，如同象牙與犀角，因而成為獵殺的對象。巴基斯坦的托卡（Torghar）地區有種「捻角山羊」（twisty-horned goat），頭上的角有如麻花般捲曲，造型獨特，曾因戰火而瀕危，如今復育有成，但無奈的是，這樣的成績卻是用合法銷售打獵許可換來的。
1979年蘇聯侵略阿富汗，歷時10年的戰爭，讓隔鄰的巴基斯坦在1980年代也遭戰火摧殘。由於戰爭就在鄰國，當時許多槍砲彈藥大量流入巴國（如AK47步槍），讓野生動物跟著遭殃。其中外觀吸引人的捻角山羊一度被殺到只剩下200隻左右，幾乎就快滅種。

## 亞種

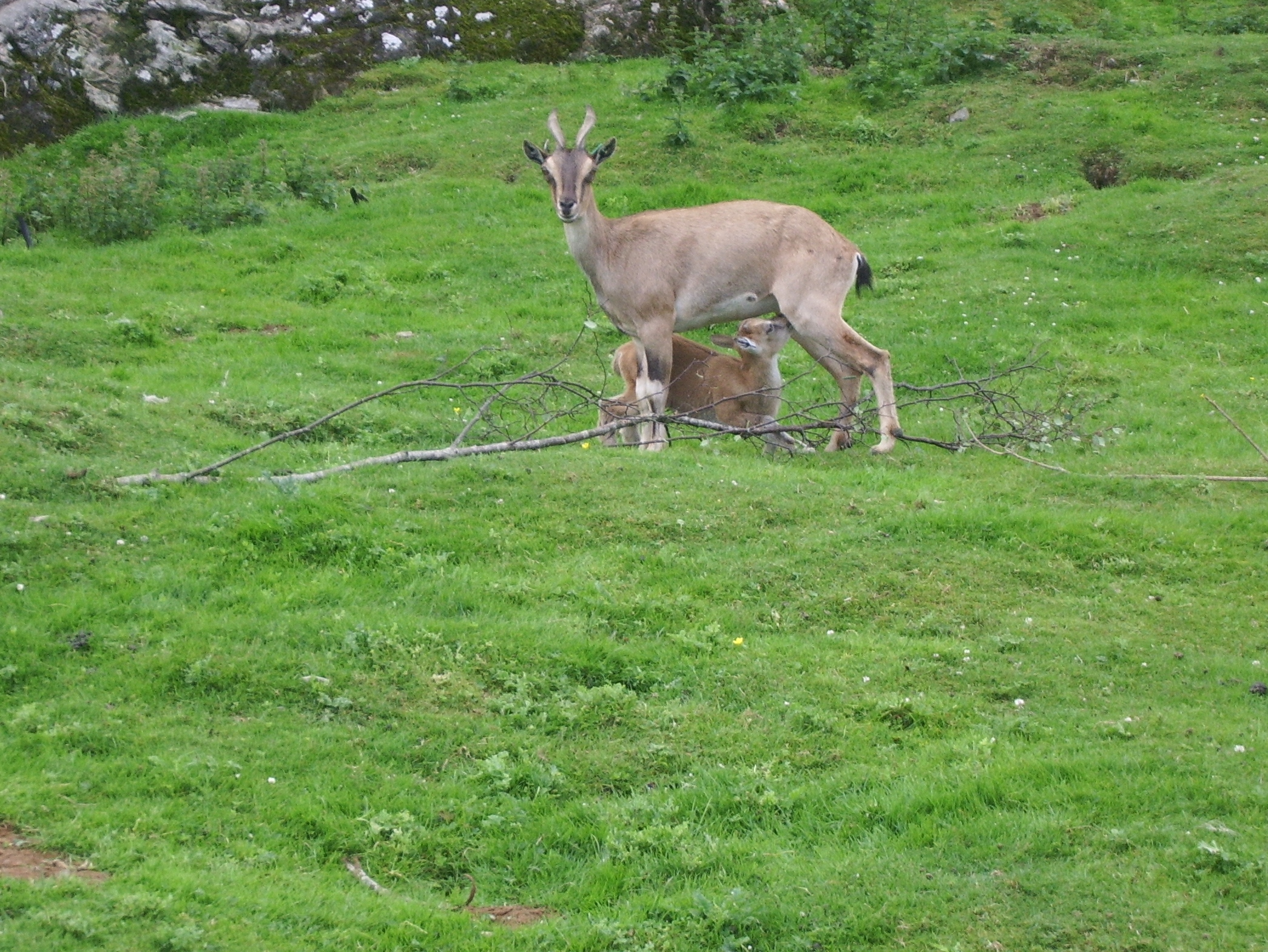
布哈拉捻角山羊。

- 普通捻角山羊（Capra falconeri chialtanensis）
- Capra falconeri cashmiriensis
- Capra falconeri falconeri
- 布哈拉捻角山羊（Capra falconeri heptneri）
- 蘇利曼捻角山羊（Capra falconeri jerdoni）
- 阿富汗捻角山羊（Capra falconeri megaceros）